# Скаам 2
Скаам 2 (англ. Squaam 2) — індіанська резервація в Канаді, у провінції Британська Колумбія, у межах регіонального округу Томпсон-Нікола.

## Населення
За даними перепису 2016 року, індіанська резервація нараховувала 10 осіб. Середня густина населення становила 21,9 осіб/км².

## Клімат
Середня річна температура становить 5,6°C, середня максимальна – 20,7°C, а середня мінімальна – -12,6°C. Середня річна кількість опадів – 621 мм.
| Клімат поселення                              | Клімат поселення | Клімат поселення | Клімат поселення | Клімат поселення | Клімат поселення | Клімат поселення | Клімат поселення | Клімат поселення | Клімат поселення | Клімат поселення | Клімат поселення | Клімат поселення | Клімат поселення |
| Показник                                      | Січ.             | Лют.             | Бер.             | Квіт.            | Трав.            | Черв.            | Лип.             | Серп.            | Вер.             | Жовт.            | Лист.            | Груд.            |                  |
| Середній максимум, °C                         | 0,70             | 3,44             | 7,77             | 12,59            | 17,09            | 20,74            | 20,12            | 20,18            | 15,28            | 9,29             | 2,78             | −1,71            |                  |
| Середня температура, °C                       | −5,95            | −3,18            | 1,14             | 5,97             | 10,46            | 14,10            | 16,61            | 16,66            | 11,78            | 5,77             | −0,72            | −5,22            |                  |
| Середній мінімум, °C                          | −12,55           | −9,82            | −5,49            | −0,66            | 3,83             | 7,46             | 13,10            | 13,15            | 8,26             | 2,26             | −4,25            | −8,74            |                  |
| Норма опадів, мм                              | 58               | 35               | 36               | 36               | 54               | 67               | 55               | 49               | 41               | 49               | 69               | 72               |                  |
| Середньомісячна швидкість вітру, м/с          | 1.86             | 1.85             | 2.11             | 2.29             | 2.17             | 2.07             | 1.98             | 1.87             | 1.78             | 1.88             | 2.06             | 1.95             |                  |
| Середньомісячна сонячна радіація, кДж/м²·день | 3114             | 6376             | 11321            | 16308            | 19849            | 21260            | 22348            | 19008            | 13357            | 7593             | 3513             | 2433             |                  |
| --------------------------------------------- | ---------------- | ---------------- | ---------------- | ---------------- | ---------------- | ---------------- | ---------------- | ---------------- | ---------------- | ---------------- | ---------------- | ---------------- | ---------------- |
| Джерело:                                      |                  |                  |                  |                  |                  |                  |                  |                  |                  |                  |                  |                  |                  |